# فرمول یک ۲۰۱۲ (بازی ویدئویی)
فرمول یک ۲۰۱۲ یک بازی ویدیویی مسابقه ای شبیه‌سازی است که بر اساس مسابقات فرمول یک فصل ۲۰۱۲ توسط کدمسترز برای پلتفرم‌های پلی‌استیشن ۳
اکس‌باکس ۳۶۰ مایکروسافت ویندوز در سپتامبر۲۰۱۲ منتشر شده‌است. ابن بازی نسبت به نسخه‌های پیشین دارای پیشرفت گرافیگی قابل توجهی بود.
جزئیات و بافت محیط به‌طور چشمگیری بهبود یافته بود؛ همچنین عملکرد ماشین‌ها واقع گرایانه تر شده بود.
علاوه بر مودهای جایزه بزرگ و حرفه دو مود جدید تست رانندگان جوان و چالش فصل به این نسخه اضافه شده‌است.
کدمسترز هدف از طراحی مود تست رانندگان جوان را آشنایی بازیکنان با هندلینگ ماشین‌ها و عملکرد آنها عنوان کرده‌است.